# بول شيفر
بول شيفر شنايدر (بالألمانية: Paul Schäfer Schneider)‏ (و. 1921 – 2010 م) هو مساعد الطبيب، وداعية من ألمانيا ولد في ترويزدورف.